# Vasyl Fedorysjyn
Vasyl Petrovytj Fedorysjyn (ukrainska: Василь Петрович Федоришин), född 31 mars 1981 i Kalusj i Ivano-Frankivsk oblast, är en ukrainsk brottare som tog OS-silver i fjäderviktsbrottning i fristilsklassen 2008 i Peking. Efter att hans dopningsprov åter analyserats 2017 visade det sig innehålla förbjudna substanser, varefter Fedorysjyn diskvalificerades.